# Realitatea simulată în ficțiune
Realitatea simulată este o temă comună în ficțiunea speculativă. Apropiată de conceptul „viața-este-un-vis”, uneori fiind considerată ca urmând-o logic, realitatea simulată nu trebuie confundată cu tema realității virtuale. Realitatea simulată este un concept destul de diferit de actualul concept, realizabil tehnologic, al realității virtuale. Realitatea virtuală este, teoretic, ușor de identificat în raport cu realitatea "reală", iar participanții ei nu se îndoiesc de natura a ceea ce li se întâmplă. Prin contrast, în realitatea simulată participanții ei pot sau nu pot distinge cât de "reală" este realitatea în care se află.
Există numeroase lucrări despre realitatea simulată în literatură, cinematografie, televiziune, producții animate, teatru sau în industria jocurilor video. Alegoria peșterii din Republica lui Platon poate fi considerată o variantă timpurie de descriere a unei realități simulate (anii 380 î.Hr.). În Discurs asupra metodei René Descartes descrie o realitate simulată în 1637.

## Literatură
| Titlu                                                                                         | Autor                                | An         | Note |
| --------------------------------------------------------------------------------------------- | ------------------------------------ | ---------- | --- |
| Answers In Simulation                                                                         | Iurii Vovchenko                      | 2019       | Această carte formulează o viziune asupra lumii și o abordare a vieții cotidiene pe baza presupunerii că lumea este simulată. |
| Accelerando                                                                                   | Charles Stross                       | 2005       | O colecție de povestiri scurte, asamblate ca un roman, care prezintă viața unui bărbat și a fiicei sale atât înainte cât și după singularitate. |
| The Algebraist                                                                                | Iain M. Banks                        | 2004       | Postulează o religie conform căreia „Adevărul“ este acela că universul nostru este virtual. |
| Amnesia Moon                                                                                  | Jonathan Lethem                      | 1995       | Într-o călătorie pe șosea, două personaje au ieșit dintr-un oraș postapocaliptic din Wyoming și trec printr-o succesiune de realități alternative, printre care și una învăluită în ceață opacă verde, un alt sistem politic bazat pe noroc și se sugerează că aceste realități divergente alternative împiedica o invazie extraterestră a Pământului. Omagiu lui Philip K. Dick. |
| Ant Farm: God and His Computer Simulation                                                     | CJ Choi                              | 2017       | O poveste care îl prezintă pe Dumnezeu ca un tânăr programator care creează Pământul într-o simulare a universului anterior realizată și care încearcă fără succes să-și ghideze progresul de la geneză și dincolo. |
| Breakfast of Champions (Micul dejun al campionilor)                                           | Kurt Vonnegut Jr.                    | 1973       | Kilgore Trout, un scriitor amator de science fiction, scrie o poveste care își bate joc de individualism sugerând că există un singur om și un singur Dumnezeu, iar restul omenirii sunt roboți, făcuți pentru a testa reacțiile omului; prin urmare, un fel de realitate simulată. |
| Chronic City                                                                                  | Jonathan Lethem                      | 2009       | Despre jocurile de realitate virtuală și despre obiectele virtuale, dar apoi evenimentele din "lumea reală" îl determină pe cititor să concluzioneze că "lumea reală" este o realitate simulată deoarece conține erori și anomalii. |
| The Coma                                                                                      | Alex Garland                         | 2004       | Un englez este bătut cu cruzime și rănit noaptea târziu în metroul din Londra. Se trezește din comă doar pentru a descoperi că realitatea lui este inconsecventă și începe să se întrebe dacă s-a trezit cu adevărat. |
| "The Cookie Monster"                                                                          | Vernor Vinge                         | 2004       | Personajele încep să se îndoiască de propria lor realitate. Această poveste a fost reprodusă în mai multe colecții antologice, a câștigat premiul Hugo 2004 pentru cea mai bună nuvelă și a fost nominalizată la premiul Nebula 2005 pentru cea mai bună nuvelă. |
| The Cosmic Puppets                                                                            | Philip K. Dick                       | 1957       | Un om merge să viziteze orașul în care și-a petrecut primii ani ai vieții, doar pentru a descoperi că nu recunoaște nimic și pe nimeni. Chiar și lucruri de bază precum numele străzilor sunt diferite. În cele din urmă descoperă că orașul și toți oamenii din el sunt supuși unei iluzii create de lupta dintre două ființe cosmice. |
| Count Zero (Contele Zero)                                                                     | William Gibson                       | 1986       | Povestea are loc în Matrice la șapte ani după evenimentele din Neuromantul |
| Darwinia                                                                                      | Robert Charles Wilson                | 1998       | La sfârșitul romanului se dezvăluie că orice s-a întâmplat în poveste este cu adevărat dincolo de sfârșitul timpului și că Universul, Pământul și toată conștiința care a existat vreodată sunt într-adevăr conservate într-o simulare asemănătoare computerului, cunoscută sub numele de Arhiva. |
| Dead Romance                                                                                  | Lawrence Miles                       | 1999/2004  | Parte a seriei Virgin New Adventures (ficțiune spin-off a serialului BBC Doctor Who), care a fost deconectată de restul seriei. Romanul are loc pe o versiune a Pământului din anii 1970, în interiorul unui "univers într-o sticlă", invadat de ființe puternice din universul mai mare care îl înconjoară. Se sugerează că invadatorii fug de propriii lor invadatori și că universul lor este doar o altă sticlă într-un univer și mai mare. |
| Diaspora                                                                                      | Greg Egan                            | 1997       | Un roman hard science fiction stabilit în anul 2975 în care transumanismul a devenit filozofia implicită și în care umanitatea s-a împărțit în grupuri distincte, dintre care unul este cel al cetățenilor. Cetățenii sunt inteligențe fără trup care există doar ca software și care funcționează în întregime în cadrul comunităților simulate de realitate. Cetățenii reprezintă majoritatea „umanității”. |
| A Dream of Wessex                                                                             | Christopher Priest                   | 1977       | Lansat în Statele Unite sub titlul The Lover Perfect. O echipă de specialiști suferă un fel de hipnoză de grup monitorizată de calculator pentru a crea o alternativă a Angliei, sperând să îmbunătățească această lume distopică, dar utopia lor este pusă în pericol de un membru cu emoții obscene și idei megalomaniace. |
| The Dueling Machine                                                                           | Ben Bova                             | 1969       | Duelul ca mijloc de rezolvare a disputelor a fost revigorat prin inventarea mașinii de duel. Aceasta permite celor doi adversari să se dueleze unul cu celălalt în lumea imaginară pe care o aleg, fără niciun pericol de rănire, doar umilință și pierderea punctului. Dar dictatorul Kerak a găsit o modalitate de a ucide cu ajutorul mașinii, astfel încât să aibă avantaje politice și să preia sistemele vecine. |
| "The Electric Ant" (Furnica electrică)                                                        | Philip K. Dick                       | 1969       | După un accident, Garson Poole constată că realitatea lui subiectivă îi este indusă de o casetă din cavitatea toracică |
| Electric Forest (Pădure electrică)                                                            | Tanith Lee                           | 1979       | Un roman despre o femeie deformată care primește un nou corp în cadrul unui efort de spionaj guvernamental. |
| Epic                                                                                          | Conor Kostick                        | 2004       | Epic (primul roman din trilogia Avatar Chronicles) are loc într-o lume numită Noul Pământ și prezintă viața unui băiat numit Erik Haraldson și implicarea sa într-un joc numit Epic. Acesta este un joc virtual similar cu World of Warcraft și Everquest, diferența fiind că interacțiunea cu acest joc afectează în mod direct veniturile, situația socială și carierele celor care joacă. Din această cauză se produce o separare tot mai mare a puterii, care imită lumea reală, unde cei care au bani și putere tind să o mențină, și cei care nu au tind să rămână săraci (atât în joc cât și în viața reală). Pentru a-și câștiga aprecierea în joc și astfel în viața reală, jucătorii săraci trebuie să lucreze în joc pentru întreaga lor viață, sperând să devină suficient de puternici pentru a lua parte la provocările formulate de elită pentru premii. Cu aceste premii, cetățenii pot trăi mai confortabil în viața reală.                                                  |
| Eternitate                                                                                    | Greg Bear                            | 1988       | Introducerea algoritmilor Taylor ca mijloc de determinare a naturii simulate a unui mediu artificial. |
| Eye in the Sky                                                                                | Philip K. Dick                       | 1957       | După un accident nuclear, șapte victime trec succesiv print-o gamă largă de universuri alternative, personalizate, solipsiste. |
| Feersum Endjinn                                                                               | Iain M. Banks                        | 1994       | Descrie o versiune a Pământului cu capacități foarte extinse de realitate virtuală. Cartea are loc pe un Pământ îndepărtat viitor, în care încărcarea gândirilor într-o rețea de calculatoare (cunoscută sub numele de "Criptospferă", "Data Corpus" sau pur și simplu "Cripta") este ceva obișnuit, permițând reîncarnarea cu ușurință a morților, de mai multe ori, mai întâi fizic și apoi virtual în interiorul "Criptei." Lumea este în criză, pe măsură ce sistemul solar intră lent într-un nor molecular interstelar care va diminua și apoi va distruge în cele din urmă Soarele, distrugând astfel viața pe Pământ. |
| Flow My Tears, the Policeman Said (Curgeți, lacrimile mele, zise polițistul)                  | Philip K. Dick                       | 1974       | Narațiunea îl urmărește pe un celebru cântăreț și star de televiziune, îmbunătățit genetic, care se trezește într-o lume în care el nu exista. Cadrul romanului este o distopie futuristă, în care Statele Unite au devenit un stat polițienesc în urma unui al doilea Război Civil. |
| Forever Free (Liber pentru totdeauna)                                                         | Joe Haldeman                         | 1999       | Un mic grup de veterani care au luptat și au supraviețuit Războiului Forever s-au întors pe Pământ pentru a descoperi că omenirea a evoluat într-o minte de grup numită Om. Înconjurați de o societate care este prea autocratică și intruzivă, trăind o existență plictisitoare care nu se poate compara cu certitudinile luptei și simțindu-se din ce în ce mai înstrăinați, veteranii planifică o scăpare în viitor prin intermediul călătoriilor spațiale și a relativității. Dar când nava lor începe să eșueze, călătoria lor devine o căutare a unei entității necunoscute, evazive, care a creat universul ca experiment. Acest zeu le explică faptul că acțiunea lor de a părăsi galaxia într-o călătorie circulară de 40.000 de ani este similară cu cea a unui șoarece de laborator care a scăpat din cușcă. În cele din urmă, "zeul" restaurează locuitorii dispăruți care erau depozitați în stază.                                                                              |
| Get Real: A Philosophical Adventure in Virtual Reality                                        | Zhai Zhenming Philip                 | 1998       | O aventură îndrăzneață în lumea realității virtuale. Argumentând că indiferent de motivele pe care le avem pentru a justifica materialitatea lumii actuale, acestea sunt la fel de valabile și pentru a justifica materialitatea lumii virtuale odată ce suntem scufundați în ea. Zhai afirmă că singura diferență importantă dintre lumea reală și cea virtuală este că suntem co-creatori ai acesteia din urmă. |
| The Girl Who Was Plugged In                                                                   | James Tiptree Jr. (ca Alice Sheldon) | 1974       | Despre controlul la distanță prin satelit a unui corp artificial. Premiul Hugo pentru cea mai bună nuvelă din 1974. |
| Glasshouse                                                                                    | Charles Stross                       | 2006       | Romanul are loc secolul al XXVII-lea la bordul unei nave spațiale care merge în voia sorții prin spațiul interstelar. Robin, protagonistul, și-a șters recent memoria. El este de acord să participe la un experiment, în timpul căruia este plasat într-un model al unei societăți euro-americane de la sfârșitul secolului al XX-lea - începutul secolului al XXI-lea. Robin primește o nouă identitate și un corp, al unei femei numită "Reeve". Temele majore ale acestui roman sunt identitatea, determinismul de gen, imaginea de sine și conformitatea. |
| The Hitchhiker's Guide to the Galaxy (Ghidul autostopistului galactic)                        | Douglas Adams                        | 1979–2009  | Pământul a fost proiectat de un supercomputer străin, denumit Deep Thought (Gândire Profundă), pentru a găsi răspunsul final la întrebarea supremă despre Viață, Univers și tot Restul (răspunsul final stabilit deja ca fiind 42), folosind viața organică ca parte a matricei sale operaționale. Cu toate acestea, la începutul primei cărți, Pământul a fost distrus chiar înainte de momentul critic al citirii datelor, ceea ce a dus la evenimentele din restul seriei. Mai târziu, o parte a acțiunii are loc într-un univers sintetic. |
| Idlewild                                                                                      | Nick Sagan                           | 2003       | Acest roman conține o școală simulată într-o lume simulată. |
| Illusions                                                                                     | Richard Bach                         | 1977       | Povestea pune la îndoială viziunea cititorului asupra realității, sugerând că ceea ce noi numim realitate este doar o iluzie pe care o creăm pentru învățare și distracție. Un pilot prin vestul mijlociu al Statelor Unite se întâlnește cu un mesia care îl dezvăluie că lumea este doar "ca un film" proiectat de "Maestru" pentru a distra și a lumina omenirea. Romanul este continuat de Illusions II: The Adventures of a Reluctant Student în 2014. |
| "The Immortals"                                                                               | David Duncan                         | 1960       | Doi oameni de știință folosesc un calculator pentru a prezice consecințele asupra societății ale unui nou medicament pe care unul dintre ei l-a inventat. |
| Irreversible                                                                                  | Liz Maverick                         | 2008       | O femeie este înviată din morți și plasată într-o buclă de timp dintr-un viitor alternativ, astfel încât un inventator corporativ lacom și director executiv să poată testa limitele acestei tehnologii. Trăiește mereu aceeași săptămână, cu toate persoanele și evenimentele simulate pentru ea, pentru a reduce numărul de defecte ale sistemului. |
| The Joy Makers                                                                                | James E. Gunn                        | 1961       | O nouă filozofie cunoscută sub numele de "hedonism", care face ca bucuria să fie cea mai mare nevoie a omului, duce într-un final la proiectarea virtuală a fanteziei finale a fiecărei persoane direct în creierul lor, în timp ce corpurile lor aflate în comă sunt îngrijite în interiorul "uterului" încuiat. Un pământean se întoarce de pe planeta Venus, unde viața este încă în faza de pionierat, și încearcă să zdrobească dominația grotescă a mașinii peste o populație umană captivă. |
| Killobyte                                                                                     | Piers Anthony                        | 1993       | Killobyte este un joc fictiv de realitate virtuală "de a doua generație" care pune jucătorii într-un mediu tridimensional, complet senzorial. Această carte explorează o lume a realității virtuale în contextul internetului și, deși inițial a fost concepută ca o poveste de acțiune și aventură, este mai mult un studiu de caractere. A devenit o carte idol din cauza incursiunilor sale în realitatea virtuală, precum și a inadvertențelor sale tehnice. |
| Viața este vis                                                                                | Pedro Calderón de la Barca           | 1635       | Piesă de teatru. Un discurs dramatic filozofico-ontologic despre poziția omului în lume. |
| Rūpu (ループ, Bucla)                                                                          | Koji Suzuki                          | 1998       | Povestea se învârte în jurul unei realități simulate, exact la fel ca a noastră, cunoscută sub numele de Buclă: creată pentru a simula apariția și evoluția vieții. În acest univers alternativ au avut loc evenimentele din romanele anterioare ale lui Koji Suzuki, Inelul (Ringu) și Spirala (Rasen). |
| The Man in the High Castle (Omul din castelul înalt)                                          | Philip K. Dick                       | 1962       | Inițial, se pare că Germania nazistă și Imperiul japonez au câștigat cel de-al doilea război mondial într-o lume alternativă, în care Statele Unite și alte țări au fost ocupate. Cu toate acestea, instrumentul de ghicire Yi-Jing dezvăluie că acest lucru este o iluzie aparentă. |
| A Maze of Death (Labirintul morții)                                                           | Philip K. Dick                       | 1970       | Pasagerii unei nave spațiale defecte se află pe orbita unui gigant gazos extraterestru și sunt sortiți să rămână aici până vor muri. Pentru a alunga plictiseala și disperarea, ei creează programe de realitate virtuală în care trăiesc vieți reale. Cartea se încheie cu repornirea programului anterior. |
| The Metamorphosis of Prime Intellect (Metamorfozele primului intelect)                        | Roger Williams                       | 1994       | Ramificațiile acțiunii unui supercomputer puternic, superinteligent, care descoperă o metodă de rescriere a "BIOS-ului" realității, în timp ce studia legi puțin cunoscute ale fizicii cuantice descoperite în timpul prototipării propriilor sale procesoare specializate, ceea ce duce la o singularitate tehnologică. Narațiunea are loc în două perioade: înainte și după apariția singularității tehnologice. Prima perioadă descrie cum a fost creat supercomputerul (Prime Intellect) de către Lawrence, un tehnician, și realizarea puterilor sale care fac în mod efectiv întreaga rasă umană nemuritoare și îi fabrică fiecare capriciu. Perioada ulterioară este cu cca. șase sute de ani mai târziu, când toată lumea s-a obișnuit cu schimbările, iar rasa umană trăiește în lumi fantastice elaborate. Supercomputerul funcționează în temeiul celor trei legi ale roboticii formulate de Asimov, iar interpretarea sa a acestor legi duce la universul nemuririi și fanteziei. |
| The Mirage                                                                                    | Matt Ruff                            | 2012       | O lume în care Orientul Mijlociu este centrul mondial al capitalismului și al democrației, iar în Statele Unite ale Americii au loc acte de violență sectară și teroristă. Cea mai mare parte a istoriei lumii este relatată în întreaga carte prin extrase dintr-un site web numit Biblioteca din Alexandria, versiunea Wikipedia a acestei lumi. În cele din urmă se dezvăluie că linia temporală este o iluzie creată de un Djinn. |
| Mona Lisa Overdrive                                                                           | William Gibson                       | 1988       | A doua continuă a Neuromantului lui Gibson, care prezintă o explorare ulterioară a influenței spațiului cibernetic în viitor. |
| Moongazer                                                                                     | Marianne Mancusi                     | 2007.      | Retipărită în 2012 ca Alternity. O societate subterană post-apocaliptică își pacifică cetățenii prin conectarea lor într-o versiune simulată a New York-ului înainte de război, între timp spunând oamenilor că aceștia călătoresc de fapt într-o realitate alternativă, unde pot să scape de viața lor limitată din subteran. |
| Neuromancer (Neuromantul)                                                                     | William Gibson                       | 1984       | În Conurb, cea mai mare metropolă din lume, Henry Dorsett Case este un hacker, un pirat informatic. El este cel mai bun și nimic nu-i poate rezista. Dar într-o zi, fiind prea lacom, el încearcă să fure de la șeful său. Acesta din urmă, drept represalii, îi injectează o neurotoxină care distruge selectiv partea sistemului nervos direct conectată prin electrozi la tastatura calculatorului. Case nu mai are nicio posibilitatea de a se conecta la rețea: pentru el, totul este pierdut, nu mai există nimic. |
| Old Twentieth                                                                                 | Joe Haldeman                         | 2005       | Un grup de oameni nemuritori pleacă într-o voiaj de o mie de ani pentru a explora o planetă ca Pământul. Pentru a se distra, ei folosesc realitatea virtuală pentru a face excursii în secolul al XX-lea; dar când călătoriile încep să meargă prost, un inginer al realității virtuale descoperă că lumea simulată este condusă de un calculator conștient de sine ... care poate face o simulare mult mai complexă decât își poate imagina vreodată cineva. |
| Omnitopia Dawn                                                                                | Diane Duane                          | 2010       | Prezintă un joc online de multiplayer masiv numit Omnitopia care conține mai multe lumi construite de jucători în care pot concura pentru popularitate, câștigând bani reali. |
| Seria Otherland                                                                               | Tad Williams                         | 1998       | Povestea din Otherland are loc pe Pământ aproape de sfârșitul secolului XXI, probabil între 2082 și 2089, într-o lume în care tehnologia a avansat dincolo de prezent. Progresul cel mai notabil este disponibilitatea pe scară largă a instalațiilor de imersiune în realitate virtuală, care permit oamenilor din toate domeniile să acceseze o lume online numită pur și simplu Net. Tad Williams țese un complot complicat care cuprinde patru volume groase și creează o imagine a unei societăți viitoare în care lumile virtuale sunt pe deplin integrate în viața de zi cu zi. |
| Ready Player One                                                                              | Ernest Cline                         | 2011       | Povestea, stabilită într-o distopie a anului 2044, îl prezintă pe protagonistul Wade Watts în căutarea unui ou de Paști într-un joc de realitate virtuală la nivel mondial, descoperirea căruia îl va face să moștenească averea creatorului jocului. |
| Paprika                                                                                       | Yasutaka Tsutsui                     | 1993       | Un roman japonez despre un psiholog care folosește un dispozitiv care permite terapeuților să-i ajute pe pacienți intrând în visele acestora; adaptat ulterior într-un film anime. |
| The Penultimate Truth (Penultimul Adevăr)                                                     | Philip K. Dick                       | 1964       | Un grup de oameni trăiesc în buncăre subterane în timpul unui război nuclear. Aceștia decid că trebuie să iasă la suprafața iradiată și periculoasă pentru a găsi un organ artificial pentru un membru de neînlocuit al comunității lor, doar pentru a descoperi că tot ceea ce au fost determinați să creadă e o minciuna. |
| Permutation City                                                                              | Greg Egan                            | 1994       | Explorează multe concepte, inclusiv ontologia cuantică, prin diferite aspecte filosofice ale vieții artificiale și ale realității simulate. Romanul întreabă dacă există o diferență între o simulare pe calculator a unei persoane și a unei persoane "reale". Se concentrează pe un model de conștiință și de realitate, Teoria prafului, similară cu Ipoteza universului matematic propusă de cosmologul Max Tegmark. |
| Phase Space                                                                                   | Stephen Baxter                       | 2003       | Colecție de povestiri. Include câteva scurte povestiri referitoare la realitățile simulate, în special în ceea ce privește rezolvarea paradoxului Fermi. Cele mai notabile: "Touching Centauri", "Poyekhali 3201", "Glass Earth, Inc." "Tracks" și "The Barrier," care explorează ipoteza grădinii zoologice. |
| Ciberiada                                                                                     | Stanisław Lem                        | 1965       | În povestirea Altruizina sau povestea adevărată a sihastrului Bunițus care a vrut sa fericească cosmosul, și ce a ieșit din asta Clapauțius construiește o mașină gigantică capabilă să simuleze întregul univers, incluzând un membru al civilizației care a atins Suprema Fază a Dezvoltării. |
| Jurnale astrale - "Profesorul Corcoran" (alt titlu: "Alte reminiscențe ale lui Ijon Tichy I") | Stanisław Lem                        | 1961       | O scurtă poveste despre un profesor, Corcoran, care a creat un set de inteligențe artificiale la cutie. Fiecare dintre aceste inteligențe artificiale trăiesc într-o lume iluzorie, toate sentimentele și viitorul lor fiind dictate de profesor. Profesorul comentează cu amărăciune că adeseori visează că este, de asemenea, în interiorul unei cutii din laboratorul altcuiva. Publicat în Jurnale astrale ("Memoriile unui călător spațial: alte reminiscențe ale lui Ijon Tichy"). |
| Seria Pendragon                                                                               | D. J. MacHale                        | 2003       | Seria Pendragon descrie aventurile lui Bobby Pendragon, un adolescent american care descoperă că trebuie să călătorească prin timp și spațiu pentru a preveni distrugerea celor zece "teritorii": locuri critice în univers (câte un loc descris în fiecare carte a seriei). În The Reality Bug (2003) lumea ce trebuie salvată se referă la imaginația popoarelor. Oamenii își creează propriile lumi fantastice și trăiesc în interiorul viselor lor. |
| Reality Crash                                                                                 | Lou Grantt, Cyd Ropp                 | 2008       | Un programator dintr-un viitor postapocaliptic din Anglia își trăiește viața într-o varietate de canale de realitate virtuală, dar el crede că viața reală nu este chiar atât de rea. Într-o zi, se lovește la cap la lucru și începe să vadă o versiune a realității în care toată lumea este murdară și prost hrănită și unde chiar botezul nu este chiar ceea ce pare a fi la prima vedere. |
| Realtime Interrupt                                                                            | James P. Hogan                       | 1995       | Joe Corrigan se trezește într-un spital din Pittsburgh, Pennsylvania fără memorie. Ca director al super-secretului Proiect Oz, el a lucrat la un proiect software de realitate virtuală și încercă să-și reamintească treptat trecutul său. El descoperă că realitatea virtuală continuă. |
| REAMDE                                                                                        | Neal Stephenson                      | 2011       | Deși romanul nu este stabilit într-o realitate simulată, Richard "Dodge" Forthrast este creatorul unui joc online de multiplayer masiv, "T'Rain", extrem de popular. |
| Seria Remnants (Rămășițele)                                                                   | K. A. Applegate                      | 2001       | Despre o uriașă navă extraterestră, "Mama". Aceasta poate manipula mediul fizic în limitele navei, care creează peisaje virtuale. |
| The Restoration Game                                                                          | Ken MacLeod                          | 2010       | O anomalie misterioasă duce la revelația că personajele trăiesc într-o lume simulată, care, la rândul ei, este încorporată într-o altă lume simulată. |
| "Cele șapte expediții ale lui Trurl și Claupauțius"                                           | Stanisław Lem                        | 1965       | Cei doi doi străluciți roboți-ingineri, Trurl și Claupauțius, creează printre altele și lumi simulate. |
| Simulacron-3                                                                                  | Daniel F. Galouye                    | 1964       | Este printre primele opere literare care descriu o realitate virtuală. |
| Snow Crash                                                                                    | Neal Stephenson                      | 1992       | Romantizând lumea periculoasă a unor tineri hackeri, romanul discută istoria și natura limbajului și a realității virtuale, printre multe alte subiecte. |
| The Song of Synth                                                                             | Sébastien Doubinsky                  | 2015       | William S. Burroughs îl întâlnește pe Philip K. Dick în acest roman distopic, stabilit în viitorul nu prea îndepărtat. Synth este un medicament capabil să inducă halucinații care nu pot fi diferențiate de realitate. |
| Lumea Sofiei                                                                                  | Jostein Gaarder                      | 1991       | |
| Surface Detail                                                                                | Iain M. Banks                        | 2010       | Despre un război între suporterii și adversarii iadului virtual. Povestea are loc în universul The Culture, o societate interstelară anarhistă din viitor a oamenilor și extratereștrilor bazată pe economia abundenței |
| "They"                                                                                        | Robert A. Heinlein                   | 1941       | Despre un om închis într-o instituție mentală deoarece suferă de iluzia că el este una dintre puținele entități "reale" din univers și că celelalte entități "reale" au creat restul universului ca o conspirație pentru a-l înșela. O mare parte din poveste este formată din discuțiile cu psihiatrul care se ocupă de el, în încercarea sa de a găsi o modalitate de a dovedi că are dreptate. Pe ultima pagină a povestirii, cititorul descoperă că ce afirmă este adevărat și că un personaj cu puteri ca de zeu, Glaroon, este în spatele conspirației. Poveste asemănătoare cu cea din "All You Zombies", sau din romanele Number of the Beast, Job: A Comedy of Justice. |
| The Three Stigmata of Palmer Eldritch (Cele trei stigmate ale lui Palmer Eldritch)            | Philip K. Dick                       | 1965       | Romanul prezintă mai multe niveluri ale realității și non-realității. În acest viitor, stările alternative de conștiință sunt mediate de utilizarea răspândită și legală a halucinogenelor. |
| Time Out of Joint (Timpul dezarticulat)                                                       | Philip K. Dick                       | 1959       | Ragle Gumm este prins într-o realitate artificială care seamănă cu America de mici dimensiuni la sfârșitul anilor 1950. Totul este o simulare strategică din 1998 condusă de un guvern terestru în război cu colonia sa lunară separatistă. |
| "The Trouble with Bubbles"                                                                    | Philip K. Dick                       | 1953       | Într-o epocă în care explorarea științifică a dovedit că sistemul solar este lipsit de viață extraterestră și că roboții se ocupă de cea mai mare parte a muncii, oamenii își petrec timpul construind universuri simulate minuțioase denumite Worldcraft Bubbles (Bule de Buzunar). |
| "The Tunnel under the World"                                                                  | Frederik Pohl                        | 1955       | O persoană află în mod accidental că trăiește iarăși și iarăși aceeași zi de 15 iunie. Se pare că un director de publicitate nemilos a preluat pământul în ruine unde se afla un oraș care a pierit într-o explozie de substanțe chimice și l-a reconstruit, alături de oameni, în miniatură, pentru a testa campaniile publicitare cele mai presante. |
| Ubik                                                                                          | Philip K. Dick                       | 1969       | Mai mulți foști angajați sunt uciși, dar conștiințele lor rămân simțitoare, deși în descompunere, într-o experiență halucinantă comună simulată. |
| Utopia                                                                                        | Lincoln Child                        | 2002       | Are loc într-un parc de distracții futurist denumit Utopia care se bazează foarte mult pe holograme și robotică. |
| Valis                                                                                         | Philip K. Dick                       | 1981       | Primul volum al trilogiei VALIS. Lumea noastră este declarată a fi stratul unei halucinații produsă de un demiurg gnostic răutăcios- deși poate fi și o halucinație vizuală și auditivă produsă de schizofrenia auctorială Arhivat în 10 ianuarie 2019, la Wayback Machine. |
| "The Veldt" (Stepa)                                                                           | Ray Bradbury                         | 1951       | Titlul original al povestirii era "Lumea creată de copii" ("The World the Children Made"). În poveste, o mamă și un tată se luptă cu casa lor avansată din punct de vedere tehnologic, care a preluat rolul de părinte, iar copiii lor devin necooperanți ca urmare a lipsei de disciplină. Cei doi copii preferă realitatea simulată de către casă în locul părinților. |
| Vurt                                                                                          | Jeff Noon                            | 1993       | Într-un Manchester alternativ din viitor oamenii trăiesc pentru Vurt - un drog sintetic care produce iluzii perfecte. |
| White Space - Book 1 of The Dark Passages                                                     | Ilsa J. Bick                         | 2014       | Un grup de adolescenți provenind din medii foarte diferite se găsesc prinși într-o vale nefamiliară în timpul unei furtuni de zăpadă, doar pentru a descoperi că valea, trecutul și viața lor nu pot fi decât povestiri create de un autor cu putere magică / tehnologică extraordinară. |
| Seria World of Tiers                                                                          | Philip José Farmer                   | 1965 -1993 | Serie formată din romanele The Maker of Universes (1965), The Gates of Creation (1966), A Private Cosmos (1968), Behind the Walls of Terra (1970), The Lavalite World (1977), More Than Fire (1993) și Red Orc's Rage (1991). Seria are loc într-o serie de universuri construite artificial, create și conduse de ființe decadente (numite "Lorzi") care sunt identice din punct de vedere genetic cu oamenii, dar care se consideră superioare, acestea au moștenit o tehnologie avansată pe care nu o mai înțeleg. |
| Pollen                                                                                        | Jeff Noon                            | 1995       | Continuarea romanului Vurt. Despre lupta continuă dintre lumea reală și lumea virtuală. În ceea ce privește lumea virtuală, se remarcă unele referințe la mitologia greacă, inclusiv Persefona și Demetra, râul Styx și Charon și Hades (portretizat de personajul John Barleycorn). Romanul are loc în Manchester. |
| Automated Alice                                                                               | Jeff Noon                            | 1996       | Cartea urmărește călătoriile lui Alice într-un viitor oraș Manchester, populat de newmonieni, șerpi civili și de o pisică care dispare. Newmonienii sunt entități făcute din două obiecte combinate, de exemplu, o zebră și un om. |
| Seria The Wonderland Gambit                                                                   | Jack L. Chalker                      | 1995-1997  | O trilogie care aduce un omagiu Aventurilor lui Alice în Țara Minunilor. |
| "You're Another"                                                                              | Damon Knight                         | 1955       | Despre un personaj care se regăsește într-o realitate bizară, posibil filmată. Probabil cea mai timpurie reprezentare fictivă a ceea ce se numește acum reality television |
| "Crystal Nights"                                                                              | Greg Egan                            | 1992       | Despre un grup de oameni de știință care creează o simulare a unei lumi pentru a explora evoluția și dezvoltarea societății. În cele din urmă ei se dezvăluie locuitorilor și sunt tratați ca zei, dar apoi creațiile lor își dau seama că există mai mult decât pot să vadă cu ochii și complotează să evadeze. |
| Republica                                                                                     | Plato                                | 380 î.Hr.  | Alegoria peșterii |
| Discurs asupra metodei                                                                        | René Descartes                       | 1637       | |

## Film
| Titlu                                                                           | An        | Gen                                                                    | Bazat pe                                                                                  | Note |
| ------------------------------------------------------------------------------- | --------- | ---------------------------------------------------------------------- | ----------------------------------------------------------------------------------------- | --- |
| Avalon (Gate to Avalon; Avaron; アヴァロン)                                     | 2001      | film științifico-fantastic dramatic                                    |                                                                                           | regizat de Mamoru Oshii. Despre un jucător al unui joc video realitate virtuală denumit Avalon care încearcă să descopere adevărata natură și scopul jocului. Film continuat de Assault Girls (2009) |
| Bliss                                                                           | 2021      | film dramatic, științifico-fantastic                                   |                                                                                           | regizat de Mike Cahill. Un bărbat a cărui viață este dezordonată întâlnește o femeie frumoasă care încearcă să-l convingă că trăiește într-o simulare. |
| Brainscan                                                                       | 1994      | științifico-fantastic de groază                                        |                                                                                           | film științifico-fantastic/de groază despre un adolescent care joacă un joc video interactiv; regizat de John Flynn |
| Brainstorm (O idee genială)                                                     | 1983      | științifico-fantastic                                                  |                                                                                           | film științifico-fantastic regizat de Douglas Trumbull cu actorii Christopher Walken și Natalie Wood |
| Brazil                                                                          | 1985      | științifico-fantastic                                                  |                                                                                           | regizat de Terry Gilliam |
| The Cabin in the Woods (Cabana din pădure)                                      | 2012      | comedie de groază                                                      |                                                                                           | regizat de Drew Goddard, în care pentru a preveni Ziua Judecății un grup de adolescenți trebuie să fie sacrificați fără a-și da seama ce este cu adevărat în spatele ororilor pe care le întâlnesc. Un comentator a scris că în film "totul este despre o conspirație reală". |
| Cargo                                                                           | 2009      | științifico-fantastic                                                  |                                                                                           | regizat de Ivan Engler și Ralph Etter. |
| Congresul                                                                       | 2013      | film de acțiune, artistic și animație, științifico-fantastic, dramatic | vag bazat pe romanul lui Stanislaw Lem, The Futurological Congress                        | de Ari Folman și Stanislaw Lem: O actriță în vârstă, acceptă un ultim loc de muncă, deși consecințele deciziei ei o afectează în moduri pe care nu le-a luat în considerare. O abordare SF a unui viitor aparent utopic care se dovedește a fi o iluzie. |
| Cube 2: Hypercube (Cubul 2)                                                     | 2002      | științifico-fantastic, psihologic, thriller                            |                                                                                           | scris de Sean Hood |
| Darkdrive                                                                       | 1996      | științifico-fantastic                                                  |                                                                                           | de Phillip J. Roth |
| Dark City (Orașul întunecat                                                     | 1998      | neo-noir, științifico-fantastic                                        |                                                                                           | de Alex Proyas |
| The Cell (Conexiune inversă)                                                    | 2000      | științifico-fantastic, psihologic, thriller                            |                                                                                           | de Tarsem Singh |
| Eternal Sunshine of the Spotless Mind (Strălucirea eternă a minții neprihănite) | 2004      | științifico-fantastic, comedie romantică                               |                                                                                           | |
| eXistenZ                                                                        | 1999      | științifico-fantastic, body horror                                     |                                                                                           | de David Cronenberg, în care schimbătoarele de nivel apar în continuu foarte des încât la sfârșitul filmului este dificil de concluzionat dacă personajele principale sunt din nou în "realitate". |
| Good Bye Lenin! (Adio, Lenin!)                                                  | 2003      | tragicomedie                                                           |                                                                                           | de Wolfgang Becker: o familie din Berlin încearcă să o facă pe mama lor firavă să creadă că Germania de Est nu a căzut. |
| Impostorul                                                                      | 2002      | științifico-fantastic                                                  | povestire omonimă de Philip K. Dick                                                       | un om se trezește într-o dimineață doar pentru a fi arestat și acuzat că este un robot extraterestru programat să-l ucidă pe cancelarul Pământului și i se spune că nici măcar nu este conștient de faptul că se dă drept un om mort ale cărui amintiri au fost furate. |
| Începutul                                                                       | 2010      | științifico-fantastic, heist, thriller                                 |                                                                                           | scris și regizat de Christopher Nolan, în care un extractor invadează visele oamenilor pentru a fura informații și idei, dar i se cere să implanteze o idee în loc să fure una. |
| Insula                                                                          | 2005      | științifico-fantastic, de acțiune, dramatic                            |                                                                                           | regizat de Michael Bay, în care numeroase clone ale investitorilor bogați sunt păstrate într-o unitate izolată sub pământ pentru a întineri investitorii cu organele clonelor. Locul în care se află clonele este prezentat ca o societate idealizată și ultimul loc sigur de pe Pământ pentru a le împiedica să plece. |
| Jacob's Ladder (Scara lui Iacob)                                                | 1990      | horror psihologic                                                      |                                                                                           | thriller regizat de Adrian Lyne |
| The Lawnmower Man (Omul care tunde iarba)                                       | 1992      | științifico-fantastic de acțiune horror                                | bazat pe o povestire omonimă de Stephen King din mai 1975                                 | regizat de Brett Leonard. |
| Lost Highway (Metamorfoze)                                                      | 1997      | neo-noir, psihologic, de mister, thriller                              |                                                                                           | de David Lynch. Un muzician începe să primească casete misterioase VHS cu el și cu soția sa în casa lor; și care este condamnat brusc de crimă, după care dispare în mod inexplicabil și este înlocuit de un tânăr mecanic care trăiește o viață diferită. |
| seria The Matrix                                                                | 1999–2003 | științifico-fantastic, cyberpunk                                       |                                                                                           | de Lana Wachowski și Andrew Paul "Andy" Wachowski, în care omenirea a pierdut un război împotriva roboților simțitori și acum este folosită în mod predominant ca energie bioelectrică pentru roboți, mințile lor rămân active prin popularea lor în realitatea simulată a Matricei |
| Mindwarp (Brain Slasher)                                                        | 1992      | științifico-fantastic                                                  |                                                                                           | o tânără femeie într-o lume post-apocaliptică (a anului 2037) se răzvrătește împotriva status quo-ului în care toată lumea își trăiește viața într-o lume fantastică a realității virtuale, aleasă de ei ... Cu consecințe pe care nu și le-a putut imagina. |
| Moon                                                                            | 2009      | științifico-fantastic                                                  |                                                                                           | scris de Nathan Parker și regizat de Duncan Jones. Un om care lucrează pe Lună pentru a colecta Helium 3, care furnizează 70% din energia Pământului prin fuziune în viitorul apropiat, crede că se apropie de sfârșitul unui contract de muncă de trei ani și se va întoarce în curând pe Pământ pentru a fi alături de soția și copilul său. După un accident, el află că trăiește într-o înșelăciune creată pentru a-l împiedica să afle cine este cu adevărat. |
| The Nines (stilizat The NIN9S, ro.: 9)                                          | 2007      | Science fantasy                                                        |                                                                                           | scris și regizat de John August, se concentrează pe subiectul realității simulate. Filmul este împărțit în trei capitole care prezintă trei bărbați (toți interpretați de Ryan Reynolds), care încearcă să descopere secretul despre întâmplările ciudate din viețile lor, uneori suprapuse. |
| Nirvana                                                                         | 1997      | științifico-fantastic, cyberpunk                                       |                                                                                           | scris și regizat de Gabriele Salvatores. Filmul spune povestea unui designer de jocuri video de realitate simulată care descoperă că personajul principal al jocului său a devenit simțitor datorită unui atac de virus de calculator. |
| Abre los Ojos (Deschide ochii!)                                                 | 1997      | thriller psihologic                                                    |                                                                                           | de Alejandro Amenábar (refăcut ca Vanilla Sky, 2001). |
| Paperhouse (Infernul de hârtie)                                                 | 1988      | Dark fantasy                                                           | după romanul Marianne Dreams de Catherine Storr.                                          | regizat de Bernard Rose. O tânără fată pierdută în singurătatea și plictiseala realității găsește consolare într-un băiat bolnav, pe care-l poate vizita doar într-o lume de vis suprarealistă pe care a desenat-o în cartea ei. |
| Ready Player One (Să înceapă jocul)                                             | 2018      |                                                                        |                                                                                           | de Steven Spielberg. În anul 2045, lumea reală este un loc aspru. Oamenii se simt cu adevărat vii atunci când se conectează la OASIS, un univers virtual captivant în care majoritatea omenirii își petrec zilele. |
| The Room                                                                        | 2019      | științifico-fantastic                                                  | poveste și regia de Christian Volckman                                                    | Un cuplu se mută într-un conac retras unde găsesc o cameră care le îndeplinește toate dorințele. Milioane de dolari, picturi de Van Gogh și cele mai luxoase ținute - tânăra îndrăznește să-și dorească un copil mult aștepta ... Copilul care nu poate ieși afară din casă (ca orice lucru creat de cameră) creează o lume „exterioară” cu copaci, ninsoare etc. în interiorul camerei.                                                                           |
| Source Code (Transfer de identitate)                                            | 2011      | științifico-fantastic, techno-thriller                                 |                                                                                           | un pilot al armatei este înviat într-o lume virtuală pentru a identifica și opri un potențial bombardier; film științifico-fantastic techno-thriller regizat de Duncan Jones. |
| Strange Days (Amintiri periculoase)                                             | 1995      | științifico-fantastic, cyberpunk, thriller                             |                                                                                           | Un thriller în care utilizatorii pot experimenta amintirile altei persoane; filmul a adus regizorului Kathryn Bigelow Premiul Saturn pentru cel mai bun regizor. Angela Bassett a câștigat Premiul Saturn pentru cea mai bună actriță. |
| Surrogates (Surogate)                                                           | 2009      | științifico-fantastic, cyberpunk                                       |                                                                                           | regizat de Jonathan Mostow, bazat pe o carte omonimă de benzi desenate din 2005–2006 cu Bruce Willis ca un agent FBI, care se duce în lumea reală pentru a investiga uciderea surogatelor (vehiculele umanoide controlate de la distanță). |
| Synecdoche, New York                                                            | 2008      | comedie dramatică postmodernistă                                       |                                                                                           | Scris și regizat de Charlie Kaufman: un director de teatru excentric creează o replică a New York-ului în interiorul orașului New York City, completată cu o copie a lui însuși făcându-și propria replică a New York City. |
| The Thirteenth Floor (Etajul 13)                                                | 1999      | științifico-fantastic                                                  | Daniel F. Galouye's Simulacron-3                                                          | regizat de Josef Rusnak, vag bazat pe romanul Simulacron-3 (1964) de Daniel F. Galouye, prezintă multe personaje care acționează într-un număr nesigur de straturi de realitate virtuală. |
| Total Recall                                                                    | 1990      | științifico-fantastic de acțiune                                       | povestirea lui Philip K. Dick "We Can Remember It for You Wholesale" (Amintiri garantate) | regizat de Paul Verhoeven, în care personajul principal, căutând să-și implanteze amintiri necostisitoare ale unei călătorii pe o colonie de pe planeta Marte, experimentează o aventură de spionaj care îl duce pe Marte și ajută la eliberarea coloniei de un om de afaceri care exploatează oamenii, dar nu își dă seama dacă totul aparține implantului de memorie sau este real.                                                                              |
| Tron                                                                            | 1982      | științifico-fantastic                                                  |                                                                                           | lansat de Walt Disney Productions. Scris și regizat de Steven Lisberger. Un programator de calculatoare este transportat în lumea software-ului unui calculator mainframe, unde interacționează cu diverse programe în încercarea sa de a se reîntoarce în lumea reală. |
| Tron Legacy (Tron: Moștenirea)                                                  | 2010      | științifico-fantastic                                                  |                                                                                           | de Walt Disney Pictures, Despre o lume virtuală în care legea este făcută de programe violente iar oamenii sunt folosiți în cadrul unor serii de jocuri sadice. |
| Vanilla Sky                                                                     | 2001      | științifico-fantastic, psihologic, thriller                            | Refacere a Abre los Ojos                                                                  | regizat de Cameron Crowe, în care personajul principal are visuri în timp ce este înghețat criogenic |
| Virtuosity (Virtuozitate)                                                       | 1995      | științifico-fantastic, de acțiune                                      |                                                                                           | regizat de Brett Leonard |
| World on a Wire (Welt am Draht)                                                 | 1973      | științifico-fantastic                                                  | Daniel F. Galouye's Simulacron-3                                                          | adaptare germană pentru televiziune a romanului Simulacron-3; este regizat de Rainer Werner Fassbinder. |
| Welcome to Blood City                                                           | 1977      | științifico-fantastic Western                                          |                                                                                           | regizat de Peter Sasdy; un grup de oameni ajung sclavi în ceea ce arată ca un oraș din Vestul Sălbatic, dar fără a-și aminti cine sunt sau cum au ajuns acolo |
| Westworld (Lumea roboților)                                                     | 1973      | științifico-fantastic Western-thriller                                 |                                                                                           | regizat de Michael Crichton, despre un parc tematic de distracții, un fel de Jurassic Park cu roboți. |
| Videodrome                                                                      | 1983      | SF de groază                                                           |                                                                                           | regizat de David Cronenberg. Despre un program de televiziune extrem de violent care seduce și controlează telespectatorii. |
| The Truman Show (Truman Show)                                                   | 1998      | Drama                                                                  | Episodul The Twilight Zone "Special Service"                                              | regizat de Peter Weir, prezintă viața unui om care inițial nu este conștient că întreaga sa viață are loc în centrul unei emisiuni de televiziune urmărită de miliarde de oameni din întreaga lume |
| Dreamscape                                                                      | 1984      | științifico-fantastic                                                  | romanul lui Roger Zelazny: The Dream Master                                               | regizat de Joseph Ruben; un tânăr psihic care fuge de el însuși este recrutat de o agenție guvernamentală care experimentează utilizarea tehnologiei de împărțire a viselor și are sarcina inversă de a planifica o idee în mintea președintelui SUA. |
| In the Mouth of Madness (Creatorii de coșmaruri)                                | 1994      | de groază lovecraftiană                                                | lucrările lui H. P. Lovecraft                                                             | regia John Carpenter. Un detectiv de asigurări descoperă impactul cărților unui scriitor de groază asupra fanilor săi. |
| Sfera                                                                           | 1998      | științifico-fantastic                                                  | romanul lui Michael Chrichton: Sfera                                                      | |
| Event Horizon (Destinație mortală)                                              | 1997      | științifico-fantastic                                                  |                                                                                           | regizat de Paul W.S. Anderson, despre un echipaj de salvare care investighează o navă spațială care a dispărut într-o gaură neagră și s-a reîntors ... cu cineva sau cu ceva nou la bord. |
| Serenity (Calmul dinaintea furtunii)                                            | 2019      | științifico-fantastic                                                  |                                                                                           | regizat de Steven Knight. Căpitanul unei bărci de pescuit (care a murit în realitate în Irak) „trăiește” în jocul video creat de fiul său pentru a-l scăpa de abuzurile tatălui vitreg. |

### Filme documentare
- A Glitch in the Matrix (2021)

## Televiziune
- Doctor Who
  - "The Deadly Assassin" (1976), scris de Robert Holmes.
  - "Forest of the Dead" și "Extremis", scris de Steven Moffat
  - "Amy's Choice", scris de Simon Nye.
- Episodul Farscape "John Quixote" (2002) plasează personajul principal într-un joc de realitate virtuală.
- Harsh Realm (1999) creat de Chris Carter (care a mai creat The X-Files și Millennium).
- Kiss Me First (2018)
- Episodul The Outer Limits "The Sentence" (1996)
- The Prisoner (1967-1968)

- Red Dwarf  - toate episoadele listate prezintă un fel de realitate artificială sau un "joc video imersiv total".
  - "Better Than Life"
  - "Back to Reality"
  - "Gunmen of the Apocalypse"
  - "Stoke Me a Clipper"
  - "Blue"
  - "Beyond a Joke"
  - "Back in the Red"

- Star Trek: The Next Generation
  - "Future Imperfect" (1990)
  - "The Inner Light" (1992)
  - "Ship in a Bottle" (1993) - Barclay îl trezește din greșeală pe Profesorul Moriarty pe holopunte. Acesta își folosește capacitățile pentru a-i forța pe membrii echipajului să găsească o soluție care să-i permită să părăsească holopuntea.

- Star Trek: The Original Series
  - "Cușca "
  - "The Menagerie"

- Star Trek: Voyager
  - "Fair Haven"
  - "Spirit Folk" or
  - "The Killing Game".

- Episodul Stargate SG-1: "The Gamekeeper"
- The Twilight Zone - numeroase episoade, de exemplu:  "Where Is Everybody?" sau "Dreams for Sale".
- The X-Files - numeroase episoade, de exemplu: "Kill Switch" sau  "First Person Shooter",  scrise de William Gibson și Tom Maddox.

- Life on Mars (2008-2009)

- Black Mirror
  - "White Bear"
  - "White Christmas"
  - "Playtest"
  - "San Junipero"
  - "USS Callister"
  - "Hang the DJ"

- Al treilea arc al sezonului 4 al   Agents of S.H.I.E.L.D. se concentrează asupra personajelor capturate într-o realitate simulată.
- Arrowverse
  - "Invasion!"
  - "Duet"
  - "Here I Go Again"

## Teatru
- Possible Worlds (1990) și ecranizarea omonimă din 2000 regizată de Robert Lepage
- World of Wires (2012), regizat de Jay Scheib.[22]

## Animații
Animații, anime, romane grafice, romane raito noberu (ライトノベル), benzi desenate și manga:
| Titlu                                                                     | Autor                                 | An           | Note |
| ------------------------------------------------------------------------- | ------------------------------------- | ------------ | --- |
| "For the Man Who Has Everything"                                          | Alan Moore                            | 1985         | Carte de benzi desenate, poveste de Alan Moore și desenată de Dave Gibbons, prima oară publicată în Superman almanahul #11 (1985) de către DC Comics, despre Superman care este ținut captiv într-o realitate simulată creată de un organism parazitar extraterestru Black Mercy, realitate în care planeta natală Krypton nu a explodat niciodată. |
| .hack//SIGN                                                               |                                       | 2002         | O serie anime despre o persoană a cărei minte este prinsă într-un joc video RPG. |
| 12 oz. Mouse                                                              |                                       | 2005         | Desene animate americane (surreal comedy/thriller minimalist) |
| Aeon Flux                                                                 |                                       | 1991         | Are loc într-o lume animată |
| The Big O                                                                 | Hajime Yatate, Chiaki J. Konaka, N.B. | 1999         | Realitatea nu este pusă la îndoială dacă este simulată, dar pare că este. |
| Danger Room                                                               |                                       | 1963         | Simulator de antrenament pentru universul X-Men |
| Detective Conan: The Phantom of Baker Street                              |                                       | 2002         | |
| Eternal Family                                                            |                                       | 1997         | Comedie anime suprarealistă OVA |
| Ghost in the Shell                                                        |                                       | 1989–prezent | Franciză postcyberpunk manga, de anime și de film |
| Lyoko                                                                     |                                       | 2003         | Lumea virtuală condusă de un super computer în seria animată Code Lyoko |
| Log Horizon                                                               |                                       | 2013         | Serie anime despre jucători transportați în lumea jocului după o actualizare de expansiune. |
| Megazone 23                                                               | Noboru Ishiguro, Shinji Aramaki       | 1985-1989    | Serie anime cyberpunk OVA creată de Noboru Ishiguro și Shinji Aramaki bazată pe simularea realității orașului Tokyo controlată de un super computer |
| Noein                                                                     | Kazuki Akane, Kenji Yasuda            | 2005         | Un anime regizat de Kazuki Akane și Kenji Yasuda în care o realitate simulată este creată |
| Paprika                                                                   | Satoshi Kon                           | 2006         | Un film anime despre un psiholog care folosește un dispozitiv care permite terapii care ajută pacienții prin pătrunderea în visele acestora. Bazat pe romanul omonim din 1993 de Yasutaka Tsutsui |
| Paranoia Agent                                                            | Satoshi Kon                           | 2004         | |
| The Real Adventures of Jonny Quest (Aventurile reale ale lui Jonny Quest) |                                       | 1996-1999    | |
| Robotech: The Movie                                                       |                                       | 1986         | Adaptare anime a Megazone 23 |
| Serial Experiments Lain                                                   | Chiaki J. Konaka                      | 1998         | |
| Summer Wars                                                               | Mamoru Hosoda                         | 2009         | Film japonez anime SF di 2009 regizat de Mamoru Hosoda. |
| Sword Art Online                                                          |                                       | 2009-prezent | O serie de romane raito noberu (ライトノベル), light novel despre un joc online de multiplayer masiv (MMOG) în care jucătorii sunt blocați în realitatea virtuală de către creator până la terminarea jocului |
| Urusei Yatsura 2: Beautiful Dreamer                                       | Mamoru Oshii                          | 1984         | Un film anime în care un grup de studenți sunt blocați într-o buclă de timp în care se repetă aceeași zi, până când aceștia descoperă că sunt blocați în visul cuiva. |
| Zegapain                                                                  |                                       | 2006         | Serie anime - o studentă din Japonia descoperă brusc că întreaga sa realitate este o simulare în mijlocul celor mai grave circumstanțe posibile pentru rasa umană. |

## Jocuri video
- Seria .hack
- Active Worlds
- Alternate Reality
- Seria Assassin's Creed
- Battleborn
- Chrono Trigger
- Creatures
- Custom Robo
- Cyberpunk 2077[necesită citare]
- Darwinia
- Destiny[necesită citare]
- Deus Ex[necesită citare]
- Digital Devil Saga
- Doki Doki Literature Club!
- Enter the Matrix
- Eternal Sonata
- Evil Within
- Fallout 3[necesită citare]
- Harvester
- Kingdom Hearts coded
- The Matrix: Path of Neo
- Max Payne[23]
- Metal Gear Solid 2: Sons of Liberty[24]
- No Man's Sky
- Omikron: The Nomad Soul
- Persona
- Planescape: Torment
- Prey
- Saints Row IV
- Second Life
- Shadowrun
- Shin Megami Tensei
- SOMA
- Star Ocean: Till the End of Time
- Star Wars: The Old Republic
- The Sims
- The World Ends with You
- Sonic Forces (Episodul Shadow)
- There.com
- Thimbleweed Park
- Seria Ultima
- Seria Xenosaga